# Замок Балліналакен

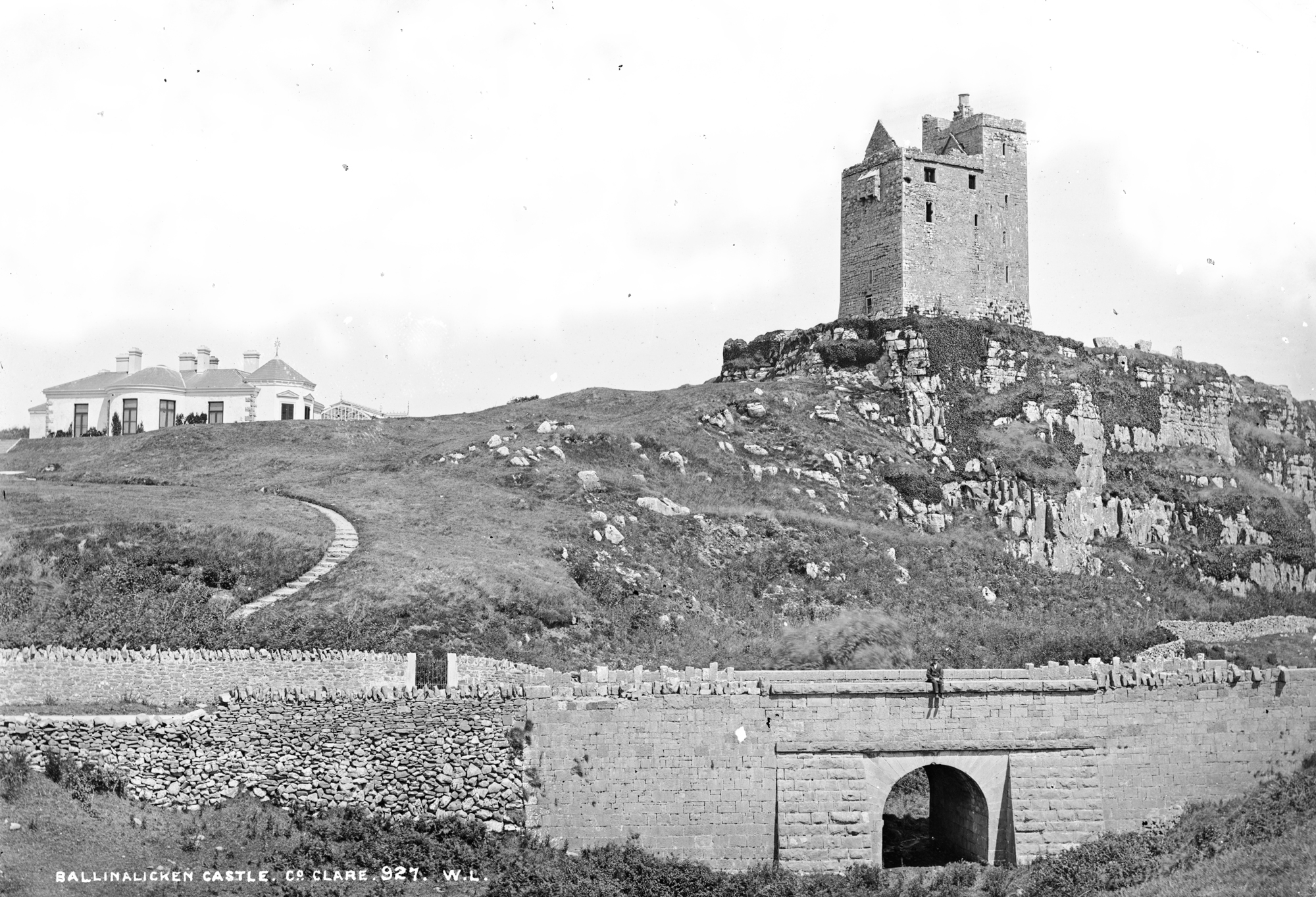
Замок Балліналакен в ХІХ столітті.

Замок Балліналакен (англ. Ballinalacken Castle) — один із замків Ірландії, розташований в приході Кіллілах, графство Клер. Коли він був побудований — неясно. Імовірніше всього в XV столітті. Замок баштового типу, нині лежить в руїнах. Замок розташований в районі, що відомий як Буррен — карстовий район в Ірландії з чисельними виходами вапняків на поверхню.

## Історія замку Балліналакен
Назва замку походить від ірландського виразу Балє на лехан (ірл. Baile na leachan) — «місто плит», «місто надгробків» або від виразу Бел Ах на Леха (ірл. — Beal Áth na Leacha) — «брід в гирлі на плитах».
Замок був населений до кінця ХІХ століття. Потім був закинутий і почав руйнуватись. Судячи по всьому замок був побудований в XV столітті на місці більш давніх оборонних споруд. Нині від більш давніх споруд не лишилось навіть ніяких слідів. Наприкінці XIV століття ірландський ватажок Лохлан Мак Кон О'Коннор з клану О'Коннор повідомляв, що на цьому місці він збудував фортецю. Після цього замок кілька разів перебудовувався.
У 1564 році клан О'Коннор втратив цю територію і цей замок. У 1584 році замок Балліналакен був офіційно переданий серу Турлу О'Браєну (ірл. — Sir Turlough O'Brien). У 1641 році спалахнуло повстання за незалежність Ірландії. Замок довгий час контролювали повстанці. Після того як Олівер Кромвель втопив повстання в крові, син Турлу О'Браєна — Даніель О'Браєн звертався до англійської влади з проханням не руйнувати замок. Він та його син Тегу О'Браєн (ірл. — Teigue O'Brien) відбудували замок і називались лордами Балліналакен. Син Тегу — Донох О'Браєн іменував себе Донох Баллінелакан.
До середини XVIII столітті замком володіла гілка Енністімон О'Браєн. Потім замок перейшов до іншої гілки клану О'Браєн. Гілка Балліналакен О'Браєн вела свій родовід від Турлу Дона (ірл. — Turlough Don), що помер в 1528 році. Гілка Енністімон О'Браєн вела свій родовід від сера Дональда О'Браєна, що помер у 1579 році і збудував замок Доу (Лагінч). Під час війни 1641—1642 років замком володів Дініель О'Браєн Доу. У 1654 році англійськими військами проводилось руйнування і знищення багатьох ірландських замків, але замок Балліналакен був збережений. Деякий час замком володів офіцер армії Олівера Кромвеля — капітан Гамільтон. Але після реставрації монархії клан О'Браєн повернув собі замок Балліналакен. Це сталося в 1667 році. На той час клан О'Браєн був одним із наймогутніших ірландських кланів. Крім замку Балліналакен він володів ще кількома замками на заході Ірландії.
У 1837 році власник замку вирішив відремонтувати його. До замку був добудований будинок, в якому жив лорд О'Браєн в 1840-их роках. Це був, очевидно, Джон О'Браєн — депутат парламенту Об'єднаного королівства Великої Британії та Ірландії — старший син Джеймса о'Браєна та Маргарет О'Браєн. Маргарет О'Браєн стала вдовою у 1806 році і вийшла заміж за Корнеліуса О'Браєна. Джон О'Браєн був батьком Пітера О'Браєна.
У замку є мармуровий камін, що був вирізаний з одної брили каменю. Також у замку є оригінальні вітражі і кам'яний герб вождів клану О'Браєн. Резиденція вождів клану О'Браєн була перероблена під готель в 1938 році.
У старі часи замок був оточений стіною та ровом, до замку вів підйомний міст та ворота, що механічно закривалися. Вежа і будинок складалися з двох секцій, що були потім з'єднані. Збереглися бійниці, гвинтові сходи, що вели на три верхніх поверхи, була навісна стрільниця. Вікна маленькі, що було необхідно для оборони. Зберігся давній димар, що був змурований 1641 року. Є кілька бійниць для мушкетів.